# Jachthoornblazers Sint Hubertus Nieuwenhagen
De Jachthoornblazers Sint Hubertus Nieuwenhagen is een muziekgroep in Nieuwenhagen (gemeente Landgraaf) dat speelt op traditionele parforce jachthoorns. Naast de traditionele jachtsignalen, voert deze vereniging ook veel St. Hubertusmissen op. Deze vereniging maakt hiervoor gebruik van een viertal missen dat elk jaar rouleert.
Het repertoire bestaat uit religieuze muziekwerken, zoals de St. Hubertusmissen, traditionele jachtmuziekstukjes, en tevens grotere (modernere) composities en fanfares.
St. Hubertus Nieuwenhagen ook veel te vinden bij jachthoorntreffen binnen de Euregio. Ook luistert de groep verschillende activiteiten, zoals wilddiners muzikaal op. 
St. Hubertus Nieuwenhagen is al ruim 30 jaar een van de vaste gasten tijden de traditionele de St. Hubertusmarkt in Gulpen. Deze markt vindt elk jaar plaats op de eerste zaterdag na 3 november, de feestdag van Sint Hubertus. Daarnaast behoort de Paardenmarkt in Kuringen (Hasselt-België) ook tot de vaste activiteiten van deze groep.